# Triebelina reticulopuncta
Triebelina reticulopuncta är en kräftdjursart som beskrevs av Benson 1959. Triebelina reticulopuncta ingår i släktet Triebelina och familjen Bairdiidae. Inga underarter finns listade i Catalogue of Life.